# Tikitoke
El Tikitoke es un dispositivo de entrenamiento para el fútbol, que mediante un arnés y una red para el balón, que es ajustable en longitud, permite dar toques al balón de forma ininterrumpida en diferentes posturas, partes del pie o piernas, sin que el usuario pierda en ningún momento el control del esférico, lo que permite entrenar la técnica del fútbol. Adicionalente sirve de mochila para transportar el balón.